# Incredulità di san Tommaso (Cima da Conegliano)
L'Incredulità di san Tommaso è un dipinto a olio su tela (da olio su tavola) (294×199,4 cm) di Cima da Conegliano, databile fra il 1502 e il 1504 e conservato nella National Gallery di Londra.

## Storia
Il dipinto viene commissionato nel 1497 dalla Scuola di San Tommaso dei Battuti per il loro altare nella chiesa di san Francesco a Portogruaro. La  pala viene completata nel 1504, ma era stata probabilmente iniziata diversi anni prima. Cima non riceverà il pagamento completo fino al 1509.
L'opera rimane nella sua collocazione originale fino al 1870. In cattivo stato di conservazione, viene ceduta agli inglesi subendo un completo restauro.

## Descrizione
Secondo il Vangelo di San Giovanni, dopo la risurrezione Gesù apparve ai discepoli e mostrò loro le sue ferite. Tommaso era assente e quando gli dissero che avevano visto il Signore non volle credere loro e disse: «Se non vedo nelle sue mani il segno dei chiodi e non metto il dito nel posto dei chiodi e non metto la mia mano nel suo costato, non crederò» (Gv 20, 25.27). Otto giorni dopo Tommaso mise il dito nella ferita del costato di Cristo e si convinse che Cristo era risorto.